# Czeszewo (powiat wągrowiecki)
Czeszewo – wieś w Polsce, położona w województwie wielkopolskim, w powiecie wągrowieckim, w gminie Gołańcz.
| SIMC    | Nazwa  | Rodzaj    |
| ------- | ------ | --------- |
| 0526015 | Brdowo | część wsi |

Czeszewo uzyskało lokację miejską przed 1433 rokiem, zdegradowane przed 1552 rokiem. Do 1949 roku miejscowość była siedzibą gminy Czeszewo.
W latach 1954–1958 wieś należała i była siedzibą władz gromady Czeszewo, po jej zniesieniu w gromadzie Gołańcz-Wschód. W latach 1975–1998 miejscowość należała administracyjnie do województwa pilskiego.

## Ludzie związani z Czeszewem
W XV wieku w Czeszewie urodził się duchowny i kaznodzieja Michał Polak.
W latach 1850–1868 w Czeszewie mieszkał filozof i działacz społeczny Karol Libelt. W 1893 roku urodził się tutaj Jan Spychalski, polski malarz, biograf, publicysta.